# Myospila paradoxalis
Myospila paradoxalis este o specie de muște din genul Myospila, familia Muscidae. A fost descrisă pentru prima dată de Stein în anul 1903. Conform Catalogue of Life specia Myospila paradoxalis nu are subspecii cunoscute.